# Шеху, Тритан
Тритан Шеху (алб. Tritan Shehu; 24 апреля 1949, Тирана) — албанский политический и государственный деятель, председатель Демократической партии Албании (1995—1997), заместитель премьер-министра Албании (1996—1997),  дипломат, министр иностранных дел Албании (1996−1997), министр здравоохранения Албании (1992—1994), медик, педагог.

## Биография
После окончания в 1975 году медицинского факультета Тиранского университета работал анестезиологом на станции скорой помощи в Тиране. Профессор, доктор медицины.
В 1979—2005 годах — преподаватель медицинского факультета Университета Тираны, автор учебника по анестезиологии и реанимации для студентов вузов.
В 1991 году вступил в Демократическую партию Албании, после парламентских выборов в Албании в 1991 г. был избран депутатом, представлял Демократическую партию Албании в парламенте — Народном собрании Албании. После того, как Сали Бериша в 1992 году вступил в должность президента, стал генеральным секретарем правой Демократической партии Албании, с 1995 года — председателем ДПА.
В 1996 году занял кресло министра иностранных дел, в 1996—1997 годах был также заместителем премьер-министра Албании.
Работал с 2005 по 2013 год председателем Комиссии по здравоохранению в Народном собрании Албании. Инициатор внедрения частной фармацевтической и стоматологической системы здравоохранения в Албании.
В настоящее время он является проректором частного Католического университета «Богоматерь доброго совета» (алб: Universiteti Katolik «Zoja e Këshillit të Mirë») и президентом Общества анестезии и реанимации Албании.
Автор ряда книг и статей по вопросам здравоохранения и политики.